# Soyouz TMA-17

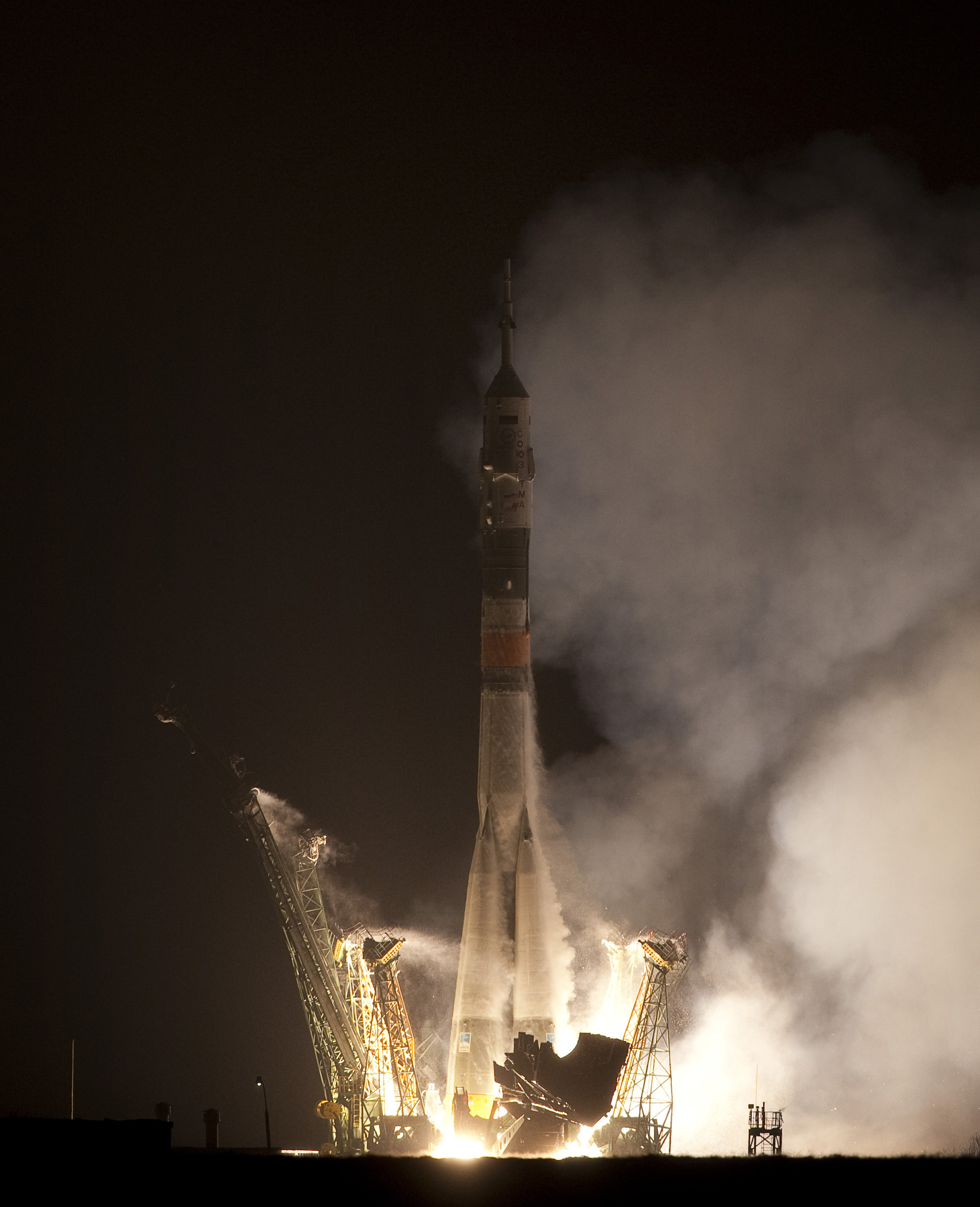
Décollage de Soyouz TMA-17.

Soyouz TMA-17 est une mission spatiale qui a décollé du cosmodrome de Baïkonour le 20 décembre 2009. Elle assure le transport de trois membres de l'équipage des expéditions 22 et 23 vers la Station spatiale internationale. TMA-17 est le 104e vol d'un vaisseau spatial Soyouz (le premier vol fut lancé en 1967).

## Équipage
- Commandant : Oleg Kotov (2),  Russie
- Ingénieur de vol 1 : Timothy Creamer (1),  États-Unis
- Ingénieur de vol 2 : Soichi Noguchi (2),  Japon

Le chiffre entre parenthèses indique le nombre de vols spatiaux effectués par l'astronaute, Soyouz TMA-17 inclus.

## Galerie

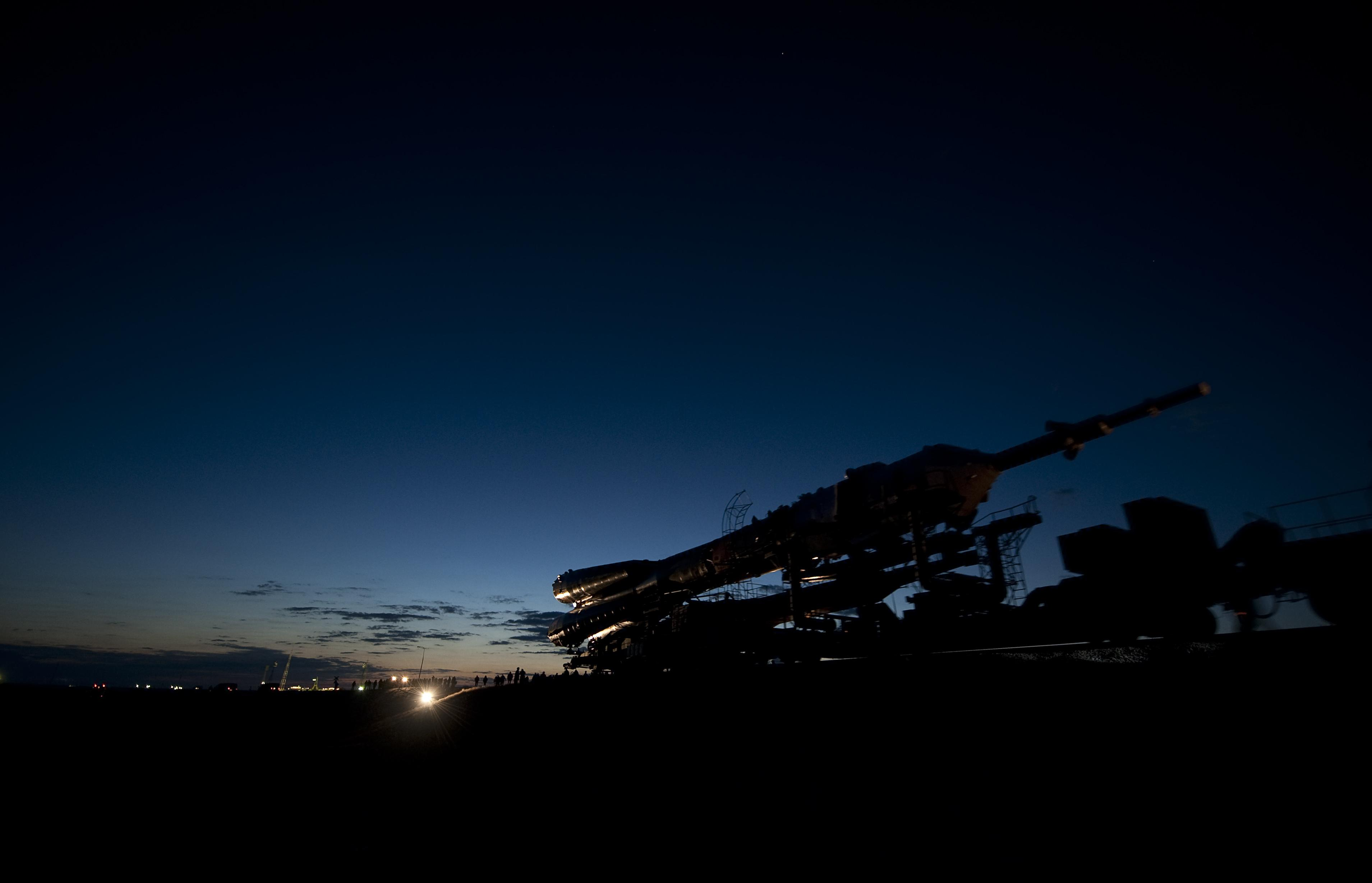
La fusée Soyouz TMA-17 amenée par le rail jusqu'à son pas de tir.
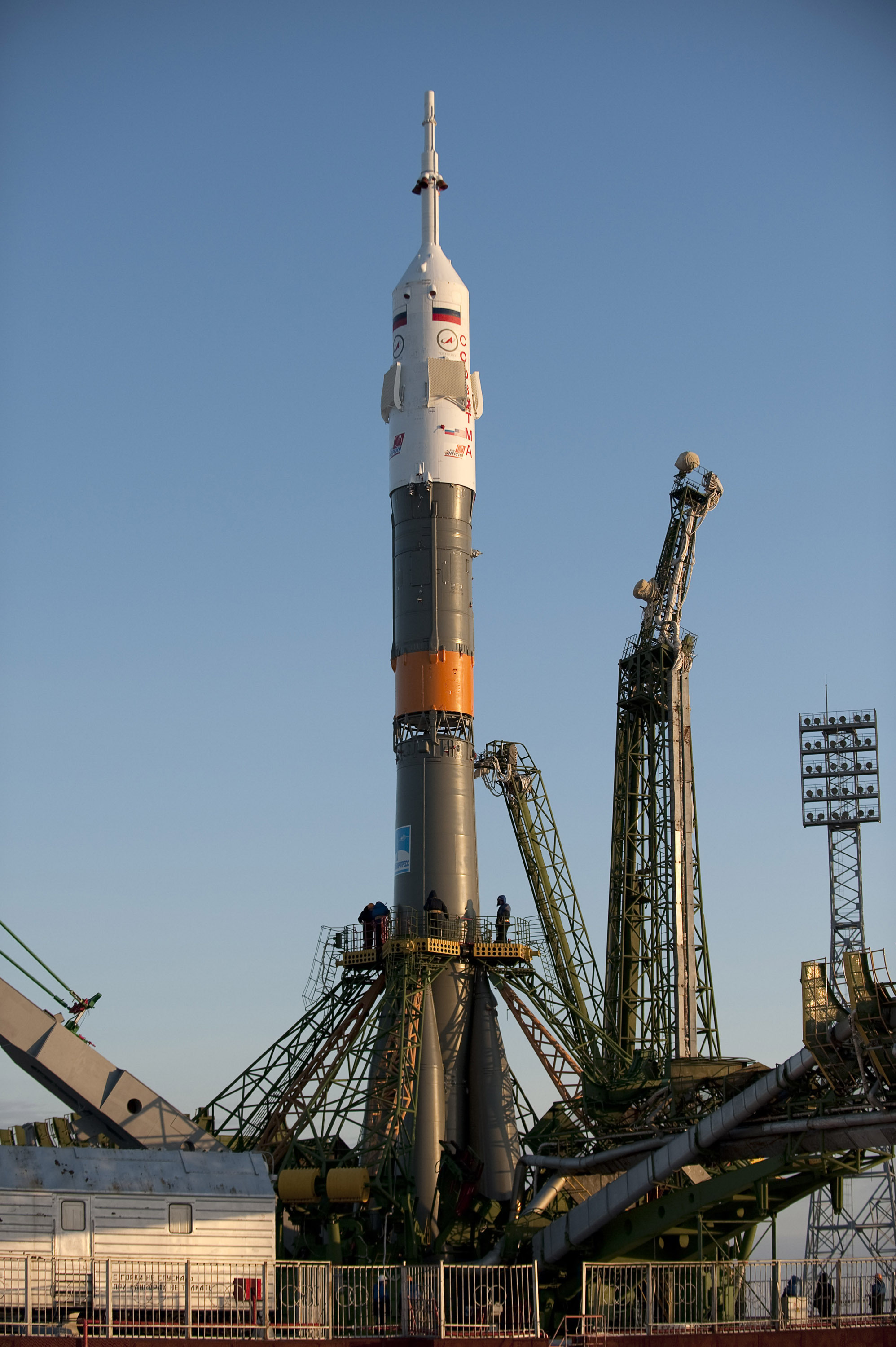
La fusée Soyouz TMA-17 dressée sur son pas de tir.
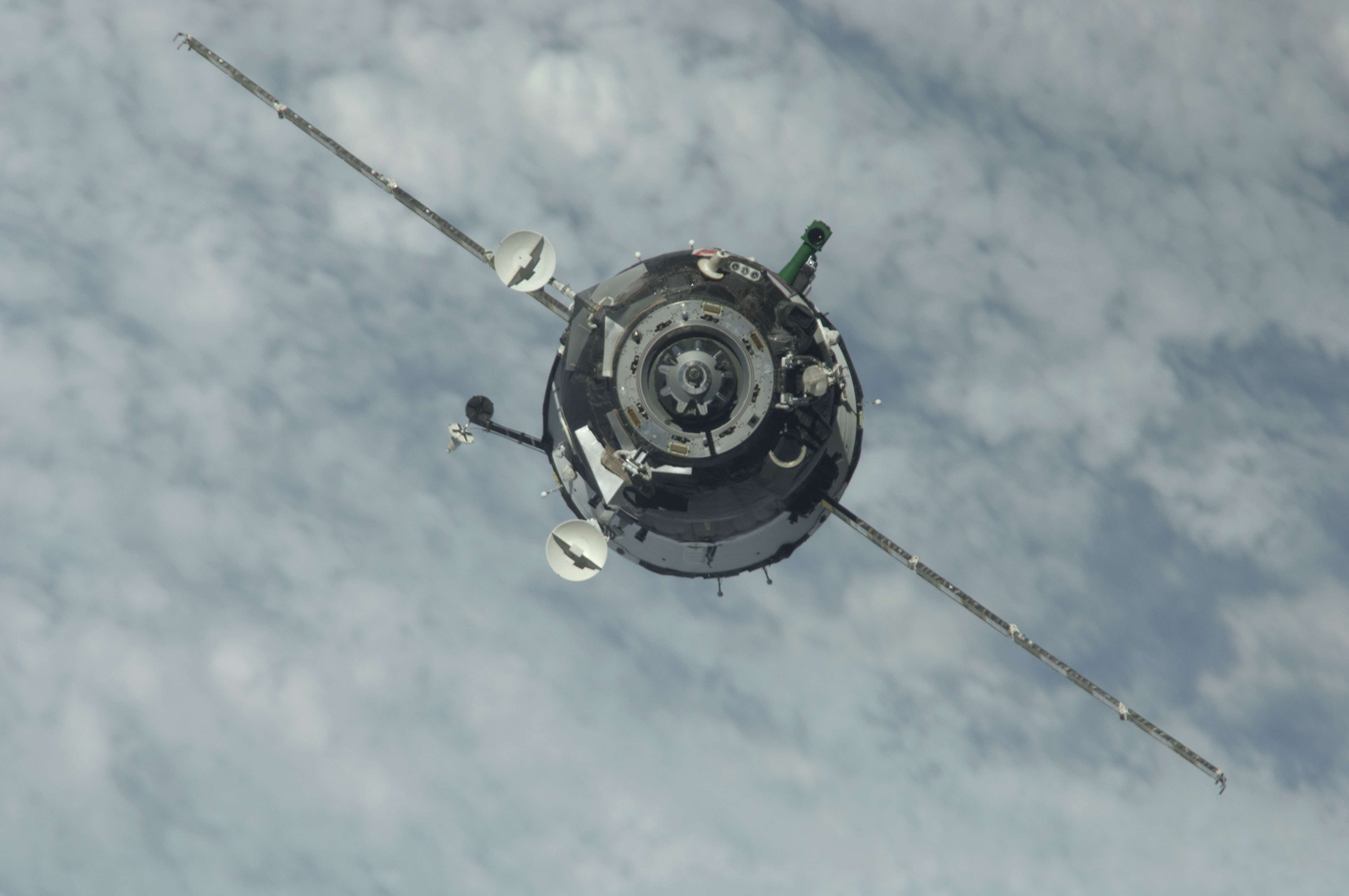
TMA-17 à l'approche de l'ISS.
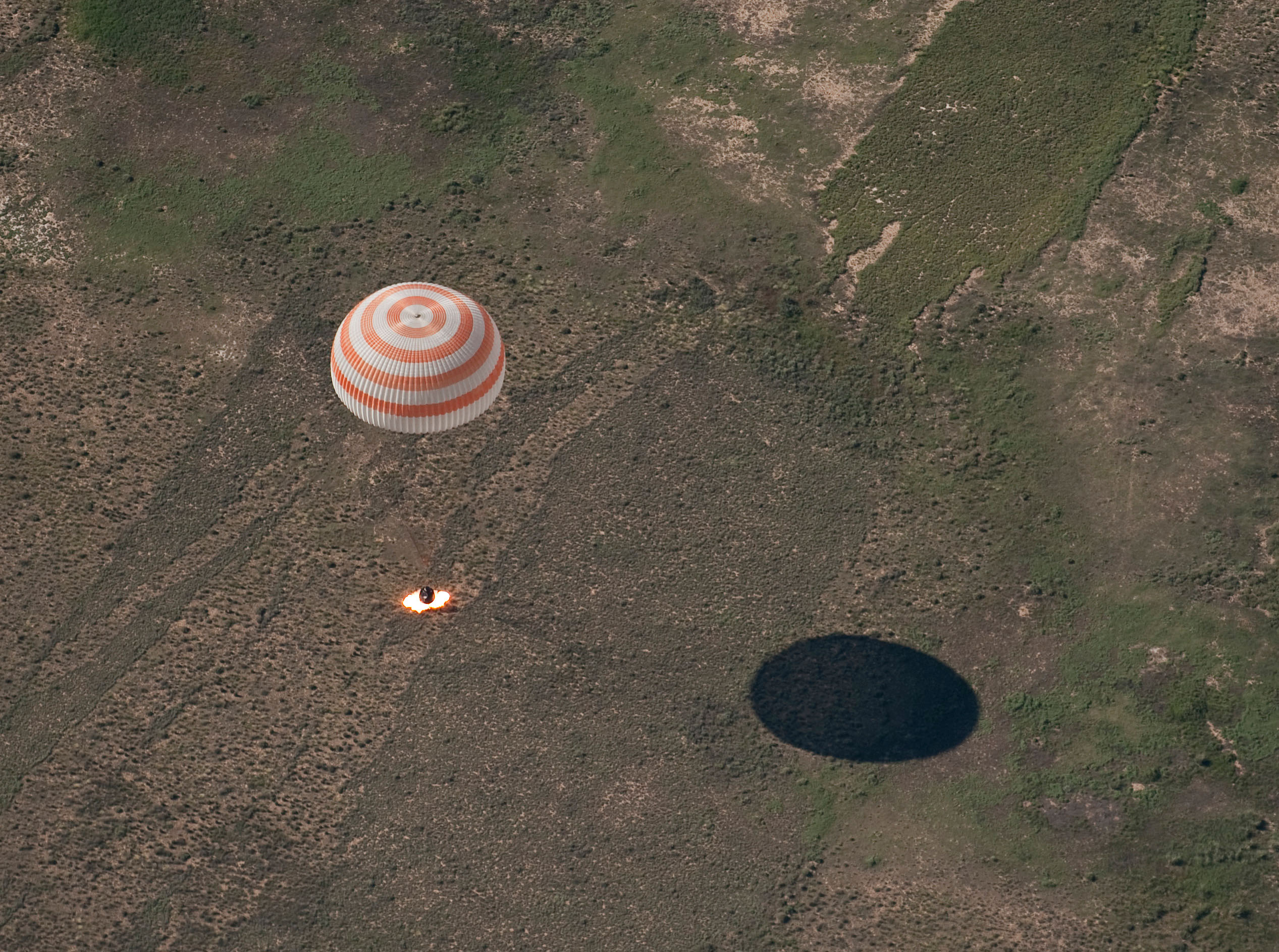
atterrissage